# Elytrimitatrix giesberti
Elytrimitatrix giesberti là một loài bọ cánh cứng trong họ Cerambycidae.